# 圣马科-达伦齐奥
圣马科-达伦齐奥（義大利語：San Marco d'Alunzio），是意大利西西里大区墨西拿廣域市的一个市镇。总面积26平方公里，人口2091人，人口密度80.4人/平方公里（2009年）。ISTAT代码为083079。